# 계정식
계정식(桂貞植, 1904년 ~ 1974년 10월 3일)은 한국의 바이올리니스트이다. 창씨개명 당시의 이름은 가쓰라 사다쇼쿠(桂 貞植).

## 생애
평양 출생이다. 평양의 숭실전문학교를 나온 뒤 일본을 거쳐 유럽으로 유학을 떠났다. 독일의 뷔르츠부르크 대학교에서는 한국 음악에 대한 논문으로 박사학위를 받았고, 다시 스위스의 바젤 대학교에서 미학을 공부해 철학 박사가 되었다.
1935년 12년간의 유학 생활을 마치고 귀국하여 이화여자전문학교 교수로 근무하면서 연주 활동을 병행했다.
일제강점기 말기인 1942년 조선총독부가 후원해 열린 조선음악경연대회에 양금부 심사위원으로 참가했고, 대화숙 안에 설치된 경성음악연구원에서 강의하는 등 친일 행적이 있다. 1941년 총독부가 지휘해 결성된 친일단체인 조선음악협회에도 이사로 참여했다. 2008년 민족문제연구소가 친일인명사전에 수록하기 위해 정리한 친일인명사전 수록예정자 명단 음악 부문에 선정되었으며 2009년 친일반민족행위진상규명위원회가 발표한 친일반민족행위 705인 명단에도 포함되었다.
1945년 광복 직후 우익 계열 음악인의 대표격인 현제명이 고려교향악단을 창설하자 참여하여 창립음악회의 지휘자를 맡았다. 고려교향악단은 군정장관 아서 러치가 명예회장을 맡았을 만큼 미군정과 가까운 관계였다. 1945년 이영세를 위원장으로 여러 계열이 연합해 조직한 조선음악가협회 이사를 지냈고, 1946년에는 대한연주가협회를 조직하고 위원장을 맡았다. 고려교향악단에서는 1946년 탈퇴한 뒤 김생려 등 탈퇴파들과 함께 서울관현악단(서울교향악단의 전신)을 조직하였으며 한국 전쟁 때 해군 장교 복무하여 1953년 해군 소령 예편하는 등 미군 부대를 근거로 활동을 했다.
1961년 도미하여 미국에서 머물다가 1974년 뉴욕주에서 사망했다.

## 참고자료
- 《동아일보》 (1974.10.4) [바이올리니스트 桂貞植博士 별세]
- 김종욱, [한국의 기층문화를 총 점검한다 - 한국양악백년 기제학설에 이의 있다] 《문화예술》 (1986년 6월호)
- 노동은, 해방공간(1945∼50)의 우리 문화예술·음악 - 민족주의 음악 창출, 양대 산맥 이룩 《문화예술》 (1988년 11월호)
- 반민족문제연구소 (1993년 4월 1일). 〈현제명 : 일제 말 친일음악계의 대부 (노동은)〉. 《친일파 99인 3》. 서울: 돌베개. ISBN 9788971990131.